# Andrzej Gregorczyk
Andrzej Grzegorz Gregorczyk (ur. 24 kwietnia 1952 w Szczecinie, zm. 17 maja 2013  w Szczecinie) – polski profesor nauk rolniczych w zakresie fizjologii roślin i matematycznych modeli wzrostu roślin, nauczyciel akademicki

## Życiorys
Andrzej Gregorczyk ukończył studia w 1976 z dyplomem magistra inżyniera na Wydziale Technologii i Inżynierii Chemicznej Politechniki Szczecińskiej. W latach 1978–1982 pracował jako chemik w Zakładzie Hydrochemii i  Ochrony Wód Akademii Rolniczej w Szczecinie. W 1982 został asystentem w Katedrze Fizjologii Roślin tej uczelni, a po 3 latach – starszym asystentem. Po doktoracie w 1989 został zatrudniony na stanowisku adiunkta. W 1994 otrzymał stopień naukowy doktora habilitowanego nauk rolniczych w dyscyplinie agronomia na podstawie rozprawy Analiza matematyczna wzrostu roślin kukurydzy (Zea mays L.). W 2002 uzyskał tytuł profesora nauk rolniczych. W latach 1998–2009 pracował na stanowisku profesora nadzwyczajnego, a od 2009 – profesora zwyczajnego. W latach 2004–2009 pełnił funkcję kierownika Zakładu Doświadczalnictwa w Katedrze Uprawy Roli, Roślin i Doświadczalnictwa, a od 2010 kierował Pracownią Doświadczalnictwa.
Andrzej Gregorczyk został pochowany 22 maja 2013 na Cmentarzu Centralnym w Szczecinie w kwaterze 47B/01-13.

## Praca naukowo-badawcza
Profesor Andrzej Gregorczyk zajmował się funkcyjną i wskaźnikową analizą wzrostu. Badał wpływ popiołu lotnego z węgla kamiennego na plonowanie i skład chemiczny roślin uprawnych, wpływ nawożenia mineralnego na koncentrację olejków eterycznych w roślinach zielarskich. Stosował metody wielowymiarowej analizy danych w procesach wymiany masy i ciepła w układach biologicznych. Zajmował się uprawą roślin na cele energetyczne oraz modelowaniem rozkładu herbicydów w glebie. Opublikował ok. 90 prac naukowych jako autor i współautor. Był promotorem czterech rozpraw doktorskich. Kierował grantem KBN. W latach 2012–2013 był redaktor statystyczny w czasopiśmie naukowym „Folia Pomeranae Universitatis Technologiae Stetinensis,  Agricultura,  Alimentaria, Piscaria et Zootechnica”. Otrzymał nagrody rektora AR i ZUT za działalność naukowo-dydaktyczną (1989, 1992, 1995, 2000, 2013). 